# Schübelsberg

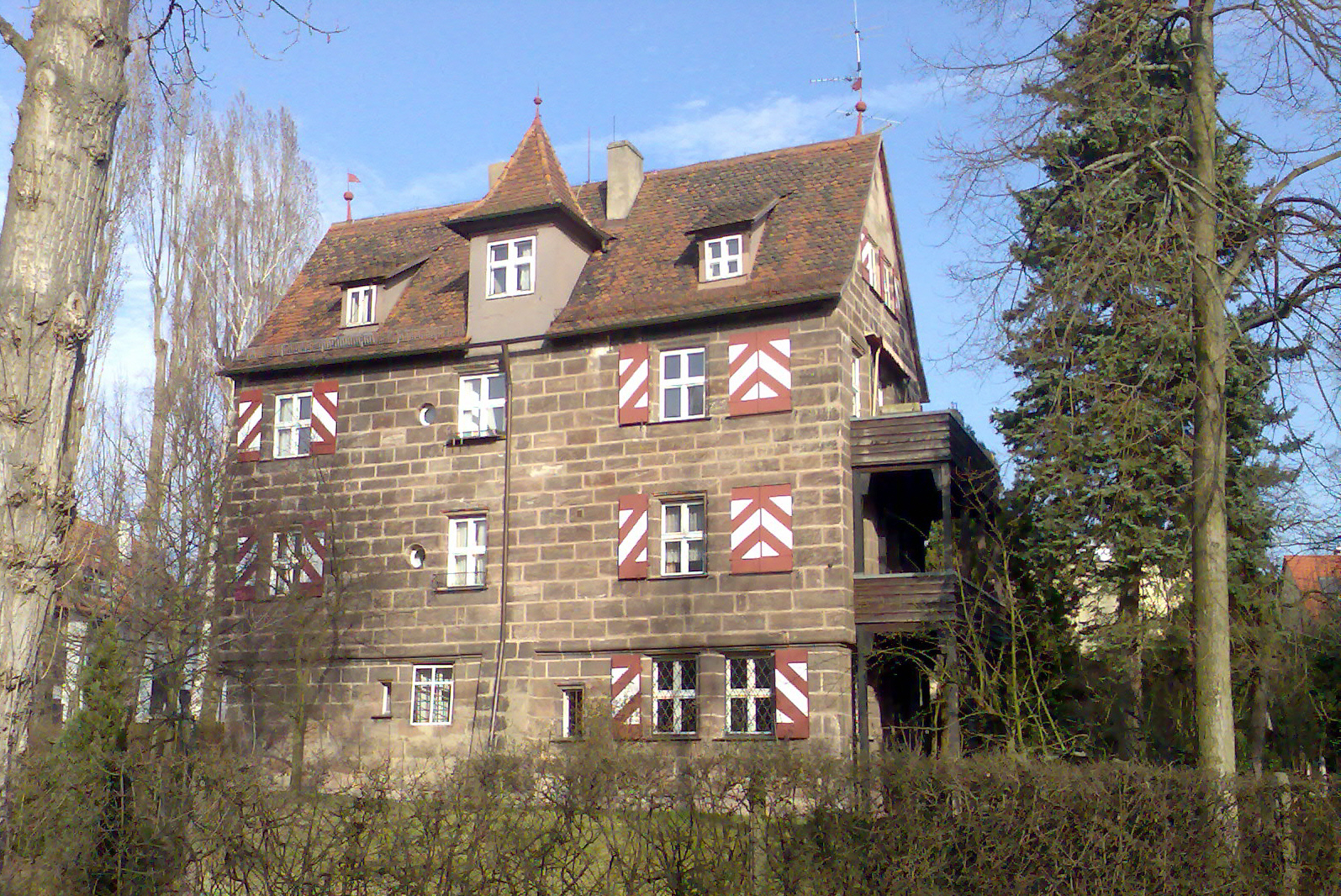
Herrensitz Schübelsberg, Westansicht

Schübelsberg (nürnbergisch: Schiwlsbäach)   ist eine Wüstung im Gemeindegebiet der kreisfreien Stadt Nürnberg.

## Geographie
Der Weiler lag auf freier Flur auf einer Höhe von 324 m ü. NHN. 0,2 km nordwestlich lag Schoppershof, 0,2 km östlich Winzelbürg, 0,4 km südlich Bretzengarten und 0,5 km südöstlich Rechenberg. Dort verlief eine Vicinalstraße von Nürnberg nach Lauf.

## Geschichte
Im Jahr 1414 wurde ein „hof bey Nuͤremberg, heißt czu dem Schubelberg“ schriftlich erwähnt. Einem Cunrad von Lauffenholtz hatte zu diesem Zeitpunkt 40 Morgen Weingärten und Äcker zu Lehen. 1422 wurde er auch u. a. mit den Hof „Schübelsberg“ von der Burggrafschaft Nürnberg belehnt. Das Bestimmungswort des Ortsnamens ist mhd. schirbel für ‚Scherbe‘. Welchen Ursprung, die auf dem Berg abgeladenen Scherben hatten, bleibt unklar. 1602 wurde durch den Nürnberger Patrizier Andreas Imhoff ein Herrenhaus errichtet. Der dreigeschossige Sandsteinbau ist bis heute erhalten geblieben und ist Haus Nr. 36 der Bismarckstraße.
Gegen Ende des 18. Jahrhunderts bestand Schübelsberg aus einem Anwesen. Das Hochgericht übte die Reichsstadt Nürnberg aus, was aber vom brandenburg-bayreuthischen Oberamt Baiersdorf bestritten wurde. Der Nürnberger Eigenherr von Zeltner war Grundherr des Gutes.
Von 1797 bis 1810 unterstand Schübelsberg dem Justiz- und Kammeramt Erlangen. Im Rahmen des Gemeindeedikts wurde der Ort dem 1813 gebildeten Steuerdistrikt Erlenstegen und der im selben Jahr gegründeten Ruralgemeinde Erlenstegen zugeordnet. Mit dem Zweiten Gemeindeedikt (1818) wurde Schübelsberg in die neu gebildete Ruralgemeinde Rennweg umgemeindet. Mit der Eingliederung des Ortes Rennweg in die Stadt Nürnberg im Jahr 1865 hieß die Ruralgemeinde Schoppershof. 1899 wurde diese nach Nürnberg eingemeindet.

### Einwohnerentwicklung
| Jahr      | 001818 | 001824 | 001836 | 001840 | 001861 | 001871 | 001885 |
| Einwohner | 27     | 31     | 29     | 31     | 45     | 38     | 68     |
| Häuser    | 7      | 5      | 5      | 6      |        |        | 7      |
| Quelle    | [ 9 ]  | [ 6 ]  | [ 10 ] | [ 11 ] | [ 12 ] | [ 13 ] | [ 14 ] |

## Religion
Schübelsberg war seit der Reformation evangelisch-lutherisch geprägt und nach St. Jobst (Nürnberg) gepfarrt.